# Герб Сирії
Герб Сирії (араб. شعار سوريا) — державний символ Сирії.

## Опис
На гербі зображені сирійський яструб або «яструб Курайша», що тримає щит національного прапора (у вертикальному положенні), і сувій зі словами «Сирійська Арабська Республіка» на араб. الجمهورية العربية السورية.
У часи об'єднаної Арабської Республіки замість сирійського яструба використався «Орел Салах ад-Діна».

## Галерея

Герб, який використовувався до 1958 та у 1961-1963
Герб об'єднаної Арабської Республіки, 1958-1961
Герб Сирії, 1963-1972
Герб Федерації Арабських Республік, 1972-1980
Герб Сирійської Арабської Республики, 1980 - 2024
Герб НКСРіОС 2011 - понині